# Omex
Omex [ɔmɛks] est une commune française située dans l'ouest du département des Hautes-Pyrénées, en région Occitanie.
Sur le plan historique et culturel, la commune est dans la province du Lavedan, partie sud-occidentale de la Bigorre et constituée d'un ensemble de sept vallées en amont de la ville de Lourdes. Exposée à un climat de montagne, elle est drainée par divers petits cours d'eau. La commune possède un patrimoine naturel remarquable : un site Natura 2000 (« granquet-Pibeste et Soum d'Ech »), un espace protégé (la réserve naturelle régionale du massif du Pibeste-Aoulhet) et deux zones naturelles d'intérêt écologique, faunistique et floristique.
Omex est une commune rurale qui compte 222 habitants en 2022. Elle fait partie de l'aire d'attraction de Lourdes. Ses habitants sont appelés les Omexéens ou  Omexéennes.

## Géographie

### Localisation
La commune d'Omex se trouve dans le département des Hautes-Pyrénées, en région Occitanie.
Elle se situe à 21 km à vol d'oiseau de Tarbes, préfecture du département, à 8 km d'Argelès-Gazost, sous-préfecture, et à 3 km de Lourdes, bureau centralisateur du canton de Lourdes-1 dont dépend la commune depuis 2015 pour les élections départementales.
La commune fait en outre partie du bassin de vie de Lourdes.
Les communes les plus proches sont : 
Ségus (0,7 km), Ossen (1,2 km), Aspin-en-Lavedan (2,7 km), Viger (3,0 km), Lourdes (3,6 km), Lugagnan (3,8 km), Ger (4,0 km), Agos-Vidalos (4,4 km).
Sur le plan historique et culturel, Omex fait partie de la province historique du Lavedan, partie sud-occidentale de la Bigorre et constitué d'un ensemble de sept vallées en amont de la ville de Lourdes. Historiquement, elle  fait partie de la province de Gascogne, et plus particulièrement du comté de Bigorre. La commune est dans la vallée de Batsurguère, qui regroupe cinq communes,.

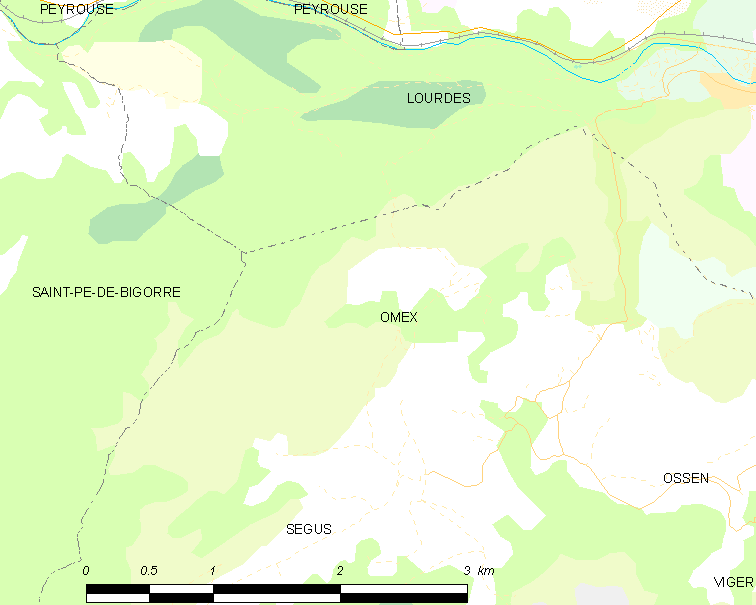
Carte de la commune de Omex et des proches communes.

|                     | Lourdes |       |
| Saint-Pé-de-Bigorre | Omex    |       |
|                     |         | Ségus |

### Géologie et relief
Limites géographiques : 
- les Mails et les crêtes de Pernes-Estremes à l'ouest (du sud-ouest au nord-ouest, le Mail Rouy 1 135 m, le pic de Taulemale 1 113 m, le Soum d'Ech 913 m) ;
- au nord-est, l'entrée nord de la vallée de Batsurguère vers le col des Bescuns, puis la D 13.

Sur le col d'Ech se trouve une tourbière incluse dans le site Natura 2000 « Granquet, Pibeste et Soum d’Ech ». C'est une tourbière bombée. « Il y a uniquement deux tourbières bombées ou hautes actives dans la région Midi-Pyrénées et ce type de zone est également très rare dans le sud de l’Europe. Cet aspect rend le site d’un grand intérêt patrimonial et important à préserver. ».

Une partie de la commune abrite la réserve naturelle régionale du massif du Pibeste-Aoulhet.

### Hydrographie
La commune est dans le bassin de l'Adour, au sein du bassin hydrographique Adour-Garonne. Elle est drainée par L'Arboucau, le ruisseau de Bayet, constituant un réseau hydrographique de 3 km de longueur totale,.

### Climat
Le climat est tempéré de type océanique, en raison de l'influence proche de l'Océan Atlantique situé à peu près 150 km plus à l'ouest. La proximité des Pyrénées fait que la commune profite d'un effet de foehn, il peut aussi y neiger en hiver, même si cela reste inhabituel.
| Mois                              | jan.  | fév.  | mars  | avril | mai   | juin  | jui.  | août  | sep.  | oct.  | nov.  | déc.  | année   |
| --------------------------------- | ----- | ----- | ----- | ----- | ----- | ----- | ----- | ----- | ----- | ----- | ----- | ----- | ------- |
| Température minimale moyenne (°C) | 0,6   | 1,3   | 2,7   | 5,2   | 8,3   | 11,6  | 14,1  | 13,9  | 11,7  | 8     | 3,6   | 1,3   | 6,9     |
| Température moyenne (°C)          | 5,3   | 6,1   | 7,8   | 10    | 13,3  | 16,7  | 19,3  | 19    | 17,2  | 13,3  | 8,5   | 5,8   | 11,9    |
| Température maximale moyenne (°C) | 9,9   | 11    | 12,9  | 14,8  | 18,3  | 21,7  | 24,5  | 24    | 22,6  | 18,6  | 13,4  | 10,4  | 16,8    |
| Ensoleillement (h)                | 108,8 | 118,8 | 155,6 | 157,2 | 181,3 | 191,5 | 215,5 | 196,4 | 194,5 | 164,4 | 124,4 | 104,4 | 1 912,8 |
| Précipitations (mm)               | 112,8 | 97,5  | 100,2 | 105,7 | 113,6 | 80,7  | 57,3  | 70,3  | 71    | 85,2  | 93    | 112,1 | 1 099,4 |

### Milieux naturels et biodiversité

#### Espaces protégés
La protection réglementaire est le mode d’intervention le plus fort pour préserver des espaces naturels remarquables et leur biodiversité associée,.
Dans ce cadre, la commune fait partie.
Un  espace protégé est présent sur la commune : 
la réserve naturelle régionale du massif du Pibeste-Aoulhet, classée en 2012 et d'une superficie de 5 119,4 ha, qui présente une exceptionnelle diversité de végétation avec 850 espèces végétales recensées,.

#### Réseau Natura 2000

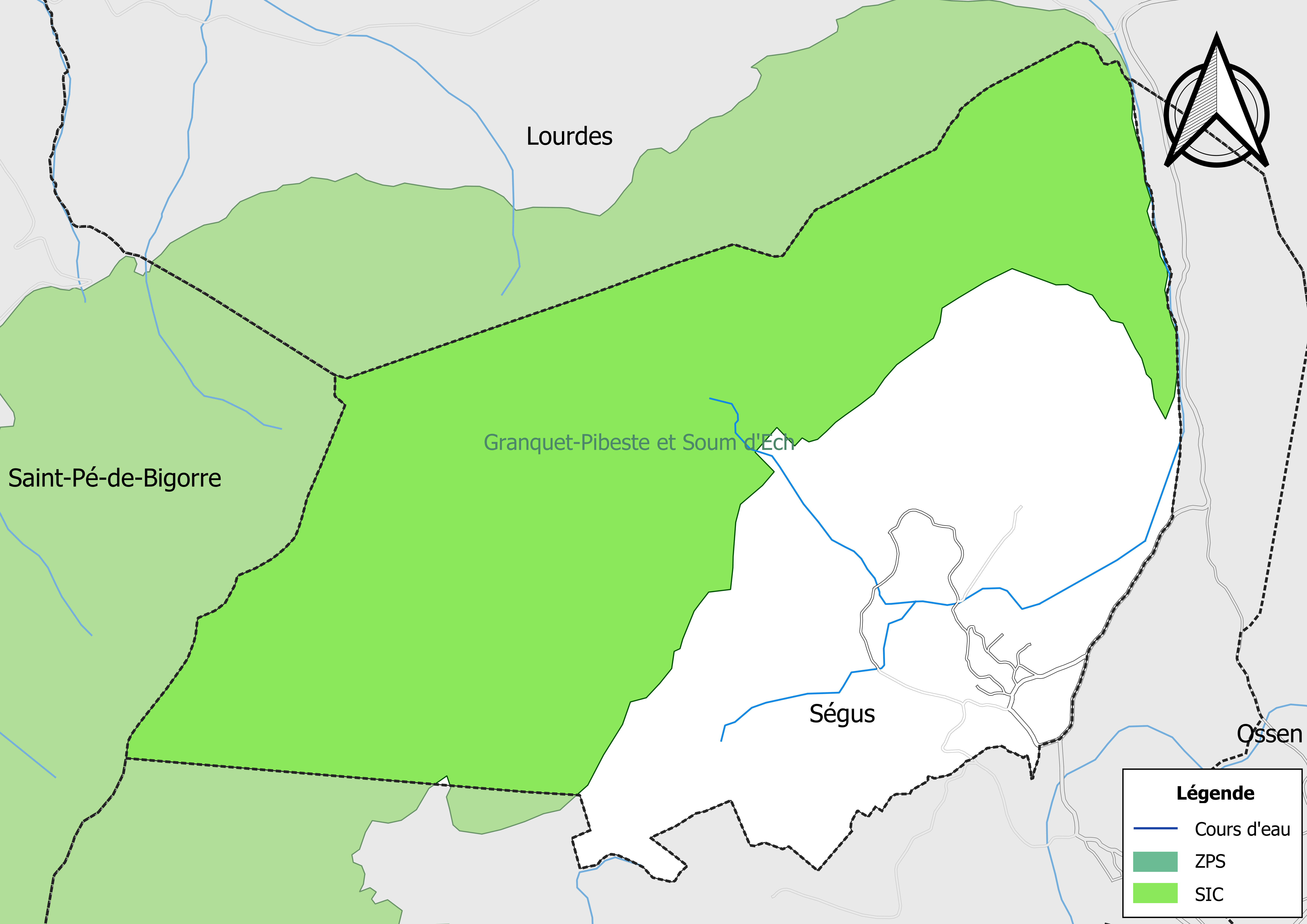
Site Natura 2000 sur le territoire communal.

Le réseau Natura 2000 est un réseau écologique européen de sites naturels d'intérêt écologique élaboré à partir des directives habitats et oiseaux, constitué de zones spéciales de conservation (ZSC) et de zones de protection spéciale (ZPS).
Un site Natura 2000 a été défini sur la commune au titre de la directive habitats : « granquet-Pibeste et Soum d'Ech », d'une superficie de 7 259 ha, représente un des aquifères importants du département avec un milieu karstique remarquable.

#### Zones naturelles d'intérêt écologique, faunistique et floristique
L’inventaire des zones naturelles d'intérêt écologique, faunistique et floristique (ZNIEFF) a pour objectif de réaliser une couverture des zones les plus intéressantes sur le plan écologique, essentiellement dans la perspective d’améliorer la connaissance du patrimoine naturel national et de fournir aux différents décideurs un outil d’aide à la prise en compte de l’environnement dans l’aménagement du territoire.
Une ZNIEFF de type 1 est recensée sur la commune :
la « forêt de Très-Crouts, Lourdes, Ségus et le Béout » (4 982 ha), couvrant 9 communes dont une dans les Pyrénées-Atlantiques et huit dans les Hautes-Pyrénées et une ZNIEFF de type 2, : 
les « massifs calcaires de l'Estibète, du Granquet et du Pibeste, forêt de Très Crouts, vallée du Bergons et crêtes » (17 871 ha), couvrant 24 communes dont trois dans les Pyrénées-Atlantiques et 21 dans les Hautes-Pyrénées.

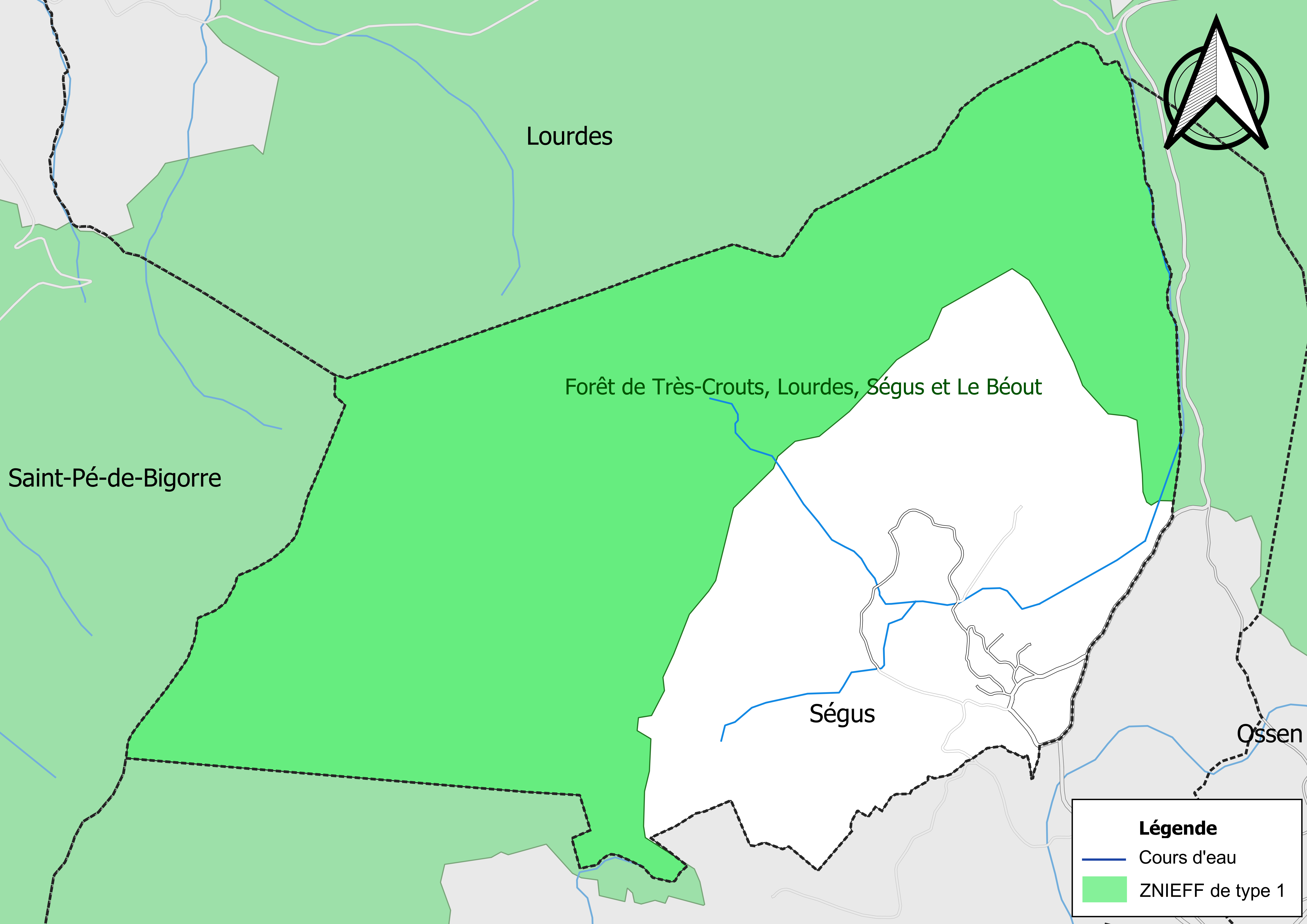
Carte de la ZNIEFF de type 1 sur la commune.
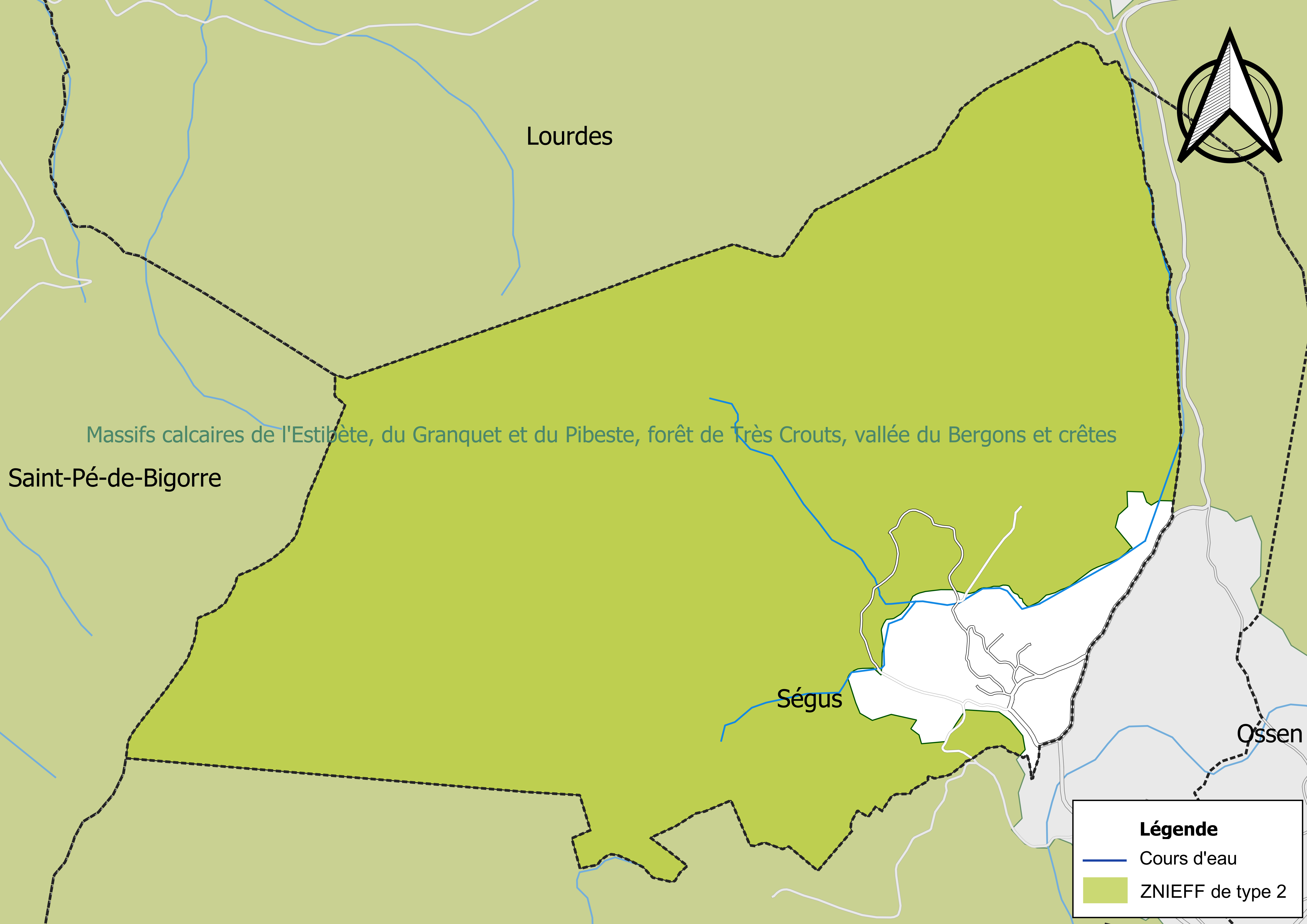
Carte de la ZNIEFF de type 2 sur la commune.

## Urbanisme

### Typologie
Au 1er janvier 2024, Omex est catégorisée commune rurale à habitat dispersé, selon la nouvelle grille communale de densité à sept niveaux définie par l'Insee en 2022.
Elle est située hors unité urbaine. Par ailleurs la commune fait partie de l'aire d'attraction de Lourdes, dont elle est une commune de la couronne,. Cette aire, qui regroupe 45 communes, est catégorisée dans les aires de moins de 50 000 habitants,.

### Occupation des sols
L'occupation des sols de la commune, telle qu'elle ressort de la base de données européenne d’occupation biophysique des sols Corine Land Cover (CLC), est marquée par l'importance des forêts et milieux semi-naturels (68,5 % en 2018), en augmentation par rapport à 1990 (65,4 %). La répartition détaillée en 2018 est la suivante : 
milieux à végétation arbustive et/ou herbacée (46,6 %), forêts (21,9 %), prairies (20,1 %), zones agricoles hétérogènes (8,9 %), zones urbanisées (2,5 %).
L'IGN met par ailleurs à disposition un outil en ligne permettant de comparer l’évolution dans le temps de l’occupation des sols de la commune (ou de territoires à des échelles différentes). Plusieurs époques sont accessibles sous forme de cartes ou photos aériennes : la carte de Cassini (XVIIIe siècle), la carte d'état-major (1820-1866) et la période actuelle (1950 à aujourd'hui).

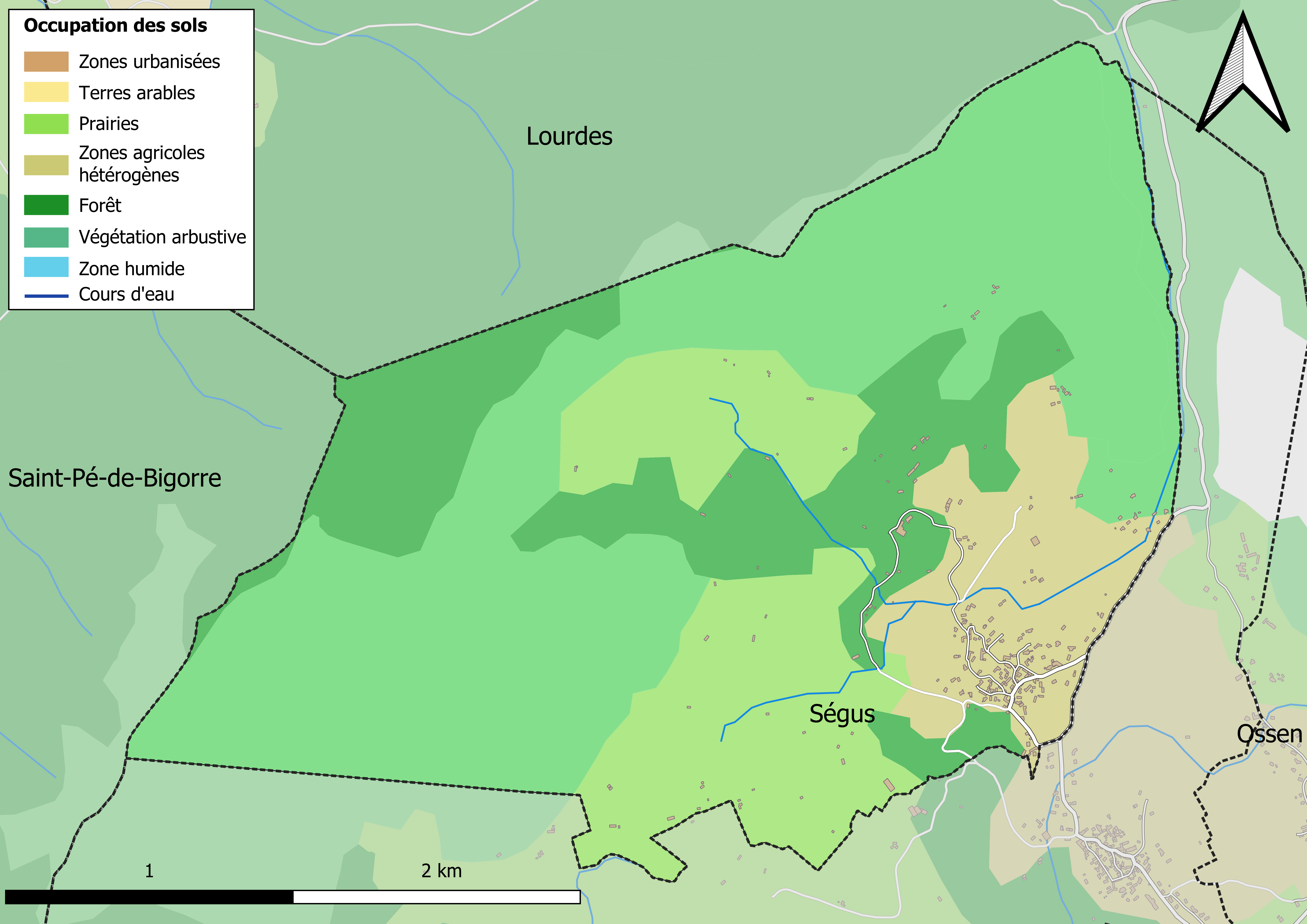
Carte des infrastructures et de l'occupation des sols en 2018 (CLC) de la commune.
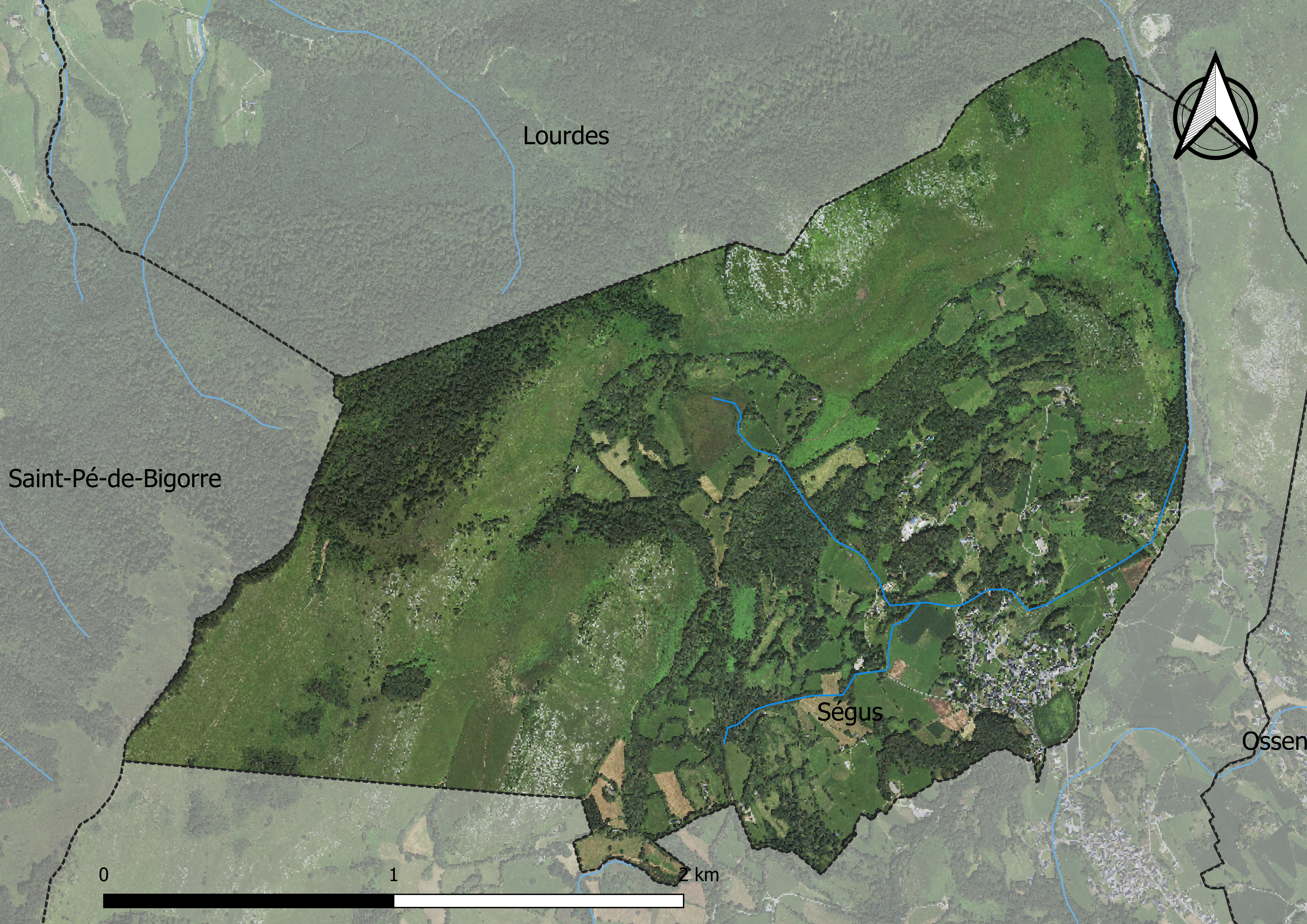
Carte orthophotogrammétrique de la commune.

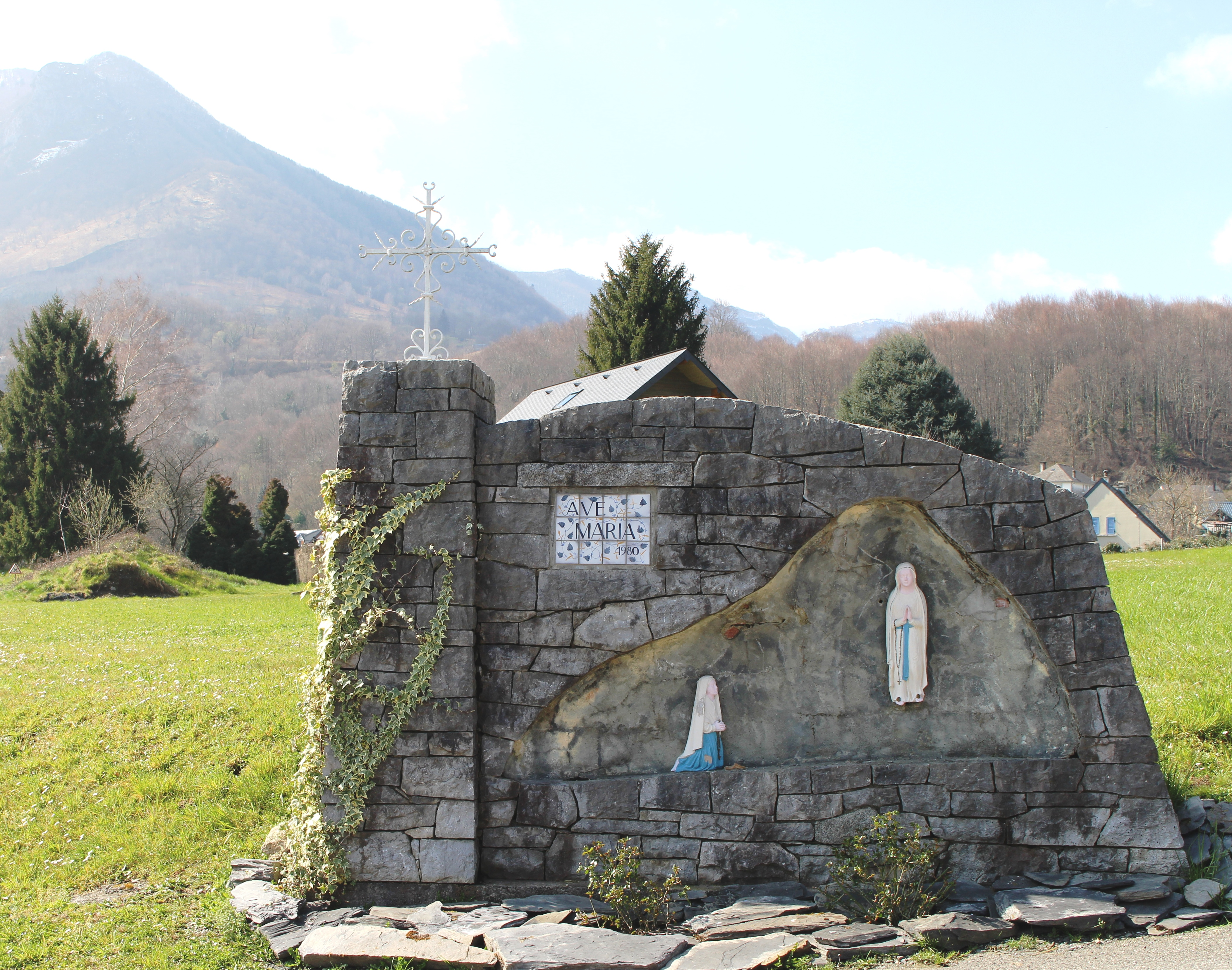
L’ oratoire.

### Logement
En 2012, le nombre total de logements dans la commune est de 119.

Parmi ces logements, 85.9  % sont des résidences principales, 10.2  % des résidences secondaires et 3.9  % des logements vacants.

### Voies de communication et transports
Cette commune est desservie par les routes départementales D 13 et D 213.

### Risques majeurs
Le territoire de la commune d'Omex est vulnérable à différents aléas naturels : météorologiques (tempête, orage, neige, grand froid, canicule ou sécheresse), inondations, feux de forêts, mouvements de terrains et séisme (sismicité moyenne). Un site publié par le BRGM permet d'évaluer simplement et rapidement les risques d'un bien localisé soit par son adresse soit par le numéro de sa parcelle.
Certaines parties du territoire communal sont susceptibles d’être affectées par le risque d’inondation par débordement de cours d'eau, notamment La cartographie des zones inondables en ex-Midi-Pyrénées réalisée dans le cadre du XIe Contrat de plan État-région, visant à informer les citoyens et les décideurs sur le risque d’inondation, est accessible sur le site de la DREAL Occitanie. La commune a été reconnue en état de catastrophe naturelle au titre des dommages causés par les inondations et coulées de boue survenues en 1982, 1999, 2009, 2014 et 2021,.
Omex est une des communes françaises les plus exposées au risque de feu de forêt : entre 2008 et 2024, 6.7% de son territoire a brûlé chaque année en moyenne. Un plan départemental de protection des forêts contre les incendies a été approuvé par arrêté préfectoral le 21 avril 2020 pour la période 2020-2029. Le précédent couvrait la période 2007-2017. L’emploi du feu est régi par deux types de réglementations. D’abord le code forestier et l’arrêté préfectoral du 27 octobre 2014, qui réglementent l’emploi du feu à moins de 200 m des espaces naturels combustibles sur l’ensemble du département. Ensuite celle établie dans le cadre de la lutte contre la pollution de l’air, qui interdit le brûlage des déchets verts des particuliers. L’écobuage est quant à lui réglementé dans le cadre de commissions locales d’écobuage (CLE)

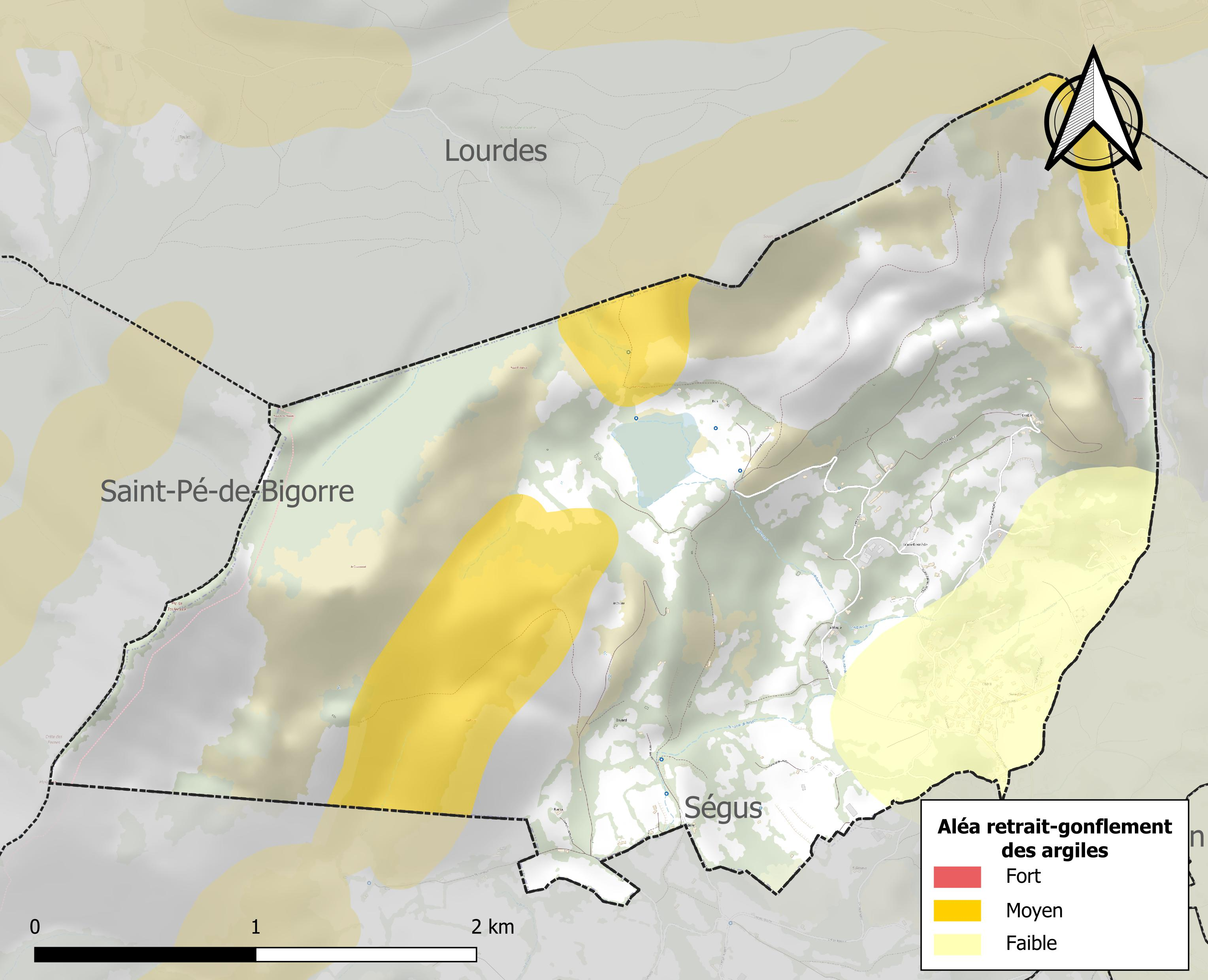
Carte des zones d'aléa retrait-gonflement des sols argileux d'Omex.

Les mouvements de terrains susceptibles de se produire sur la commune sont des mouvements de sols liés à la présence d'argile et des tassements différentiels.
Le retrait-gonflement des sols argileux est susceptible d'engendrer des dommages importants aux bâtiments en cas d’alternance de périodes de sécheresse et de pluie. 13,1 % de la superficie communale est en aléa moyen ou fort (44,5 % au niveau départemental et 48,5 % au niveau national). Sur les 113 bâtiments dénombrés sur la commune en 2019, 0 sont en aléa moyen ou fort, soit 0 %, à comparer aux 75 % au niveau départemental et 54 % au niveau national. Une cartographie de l'exposition du territoire national au retrait gonflement des sols argileux est disponible sur le site du BRGM,.
Par ailleurs, afin de mieux appréhender le risque d’affaissement de terrain, l'inventaire national des cavités souterraines permet de localiser celles situées sur la commune.
Concernant les mouvements de terrains, la commune a été reconnue en état de catastrophe naturelle au titre des dommages causés par des mouvements de terrain en 1999.

## Toponymie

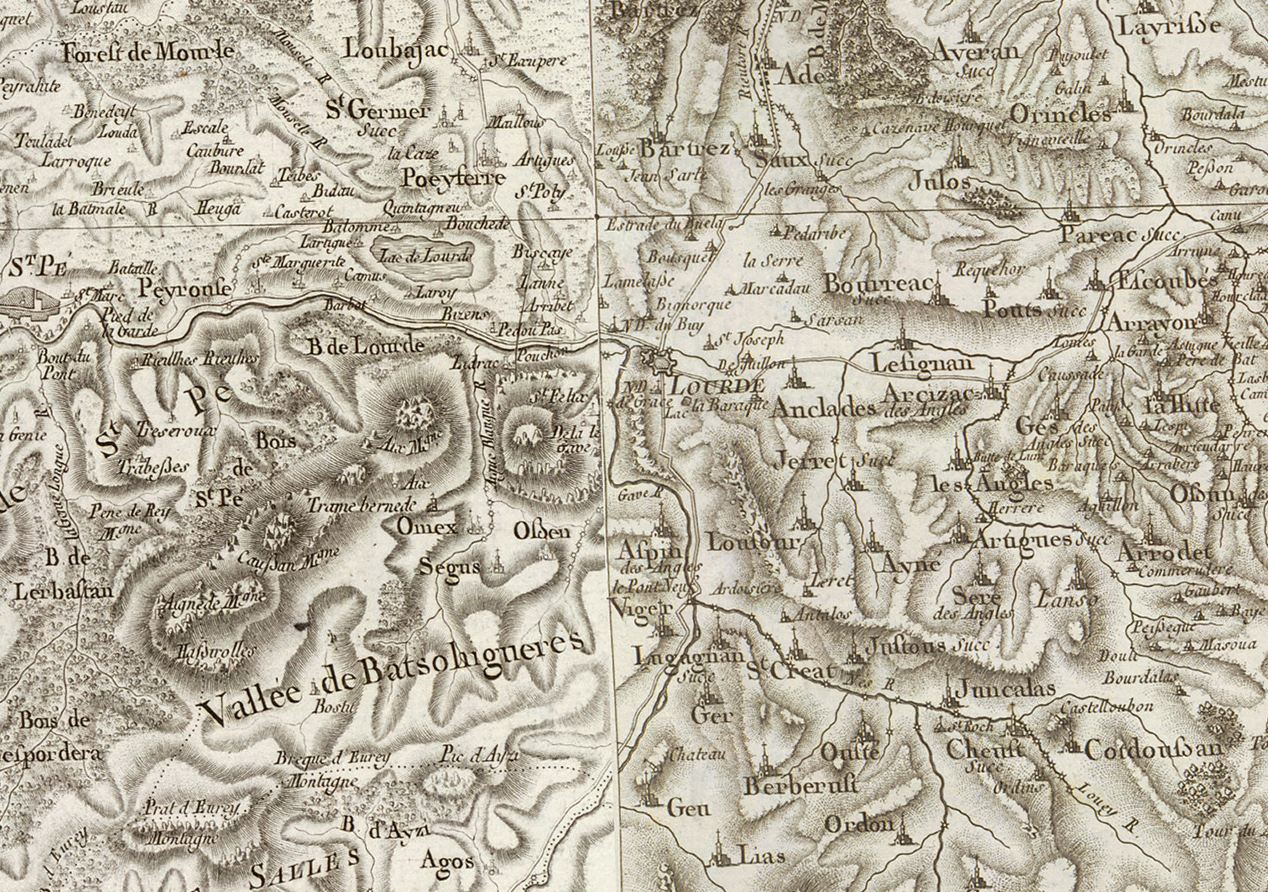
Extrait de la carte de Cassini (entre 1756 et 1789) situant Omex au sud-ouest de Lourdes

On trouvera les principales informations dans le Dictionnaire toponymique des communes des Hautes-Pyrénées de Michel Grosclaude et Jean-François Le Nail qui rapporte les dénominations historiques du village :
Dénominations historiques :
- A Homees, (v. 1200-1230, cartulaire de Bigorre) ;
- Bernat d’Omegs, (1294, livre vert de Bénac) ;
- D-Omex, (1313, Debita regi Navarre) ;
- De Omex, (1342, pouillé de Tarbes) ;
- d’Omex, (1379, procuration Tarbes ; XIVe siècle, livre vert Bénac ; 1403, ibid.) ;
- Omex, Omecx, au ssr. d-Omec, au ssr. d-Omecx, (1429, censier de Bigorre) ;
- Omecz en Bat Suriguera, (1541, ADPA, B 1010) ;
- Omets, (1768, Duco) ;
- Osmets, (1790, Département 2).1 ;
- Omex, (fin XVIIIe siècle, carte de Cassini).

Nom occitan : Aumets.

## Histoire
Une importante activité d'extraction de sarcophages s'est développée sur le territoire d'Omex, comme sur le sud et l'est du Béout, entre le IVe et le IXe siècle. Une carrière est visible sur l'affleurement calcaire de La Prédie.

### Cadastre napoléonien d'Omex
Le plan cadastral napoléonien d'Omex est consultable sur le site des archives départementales des Hautes-Pyrénées.

## Politique et administration

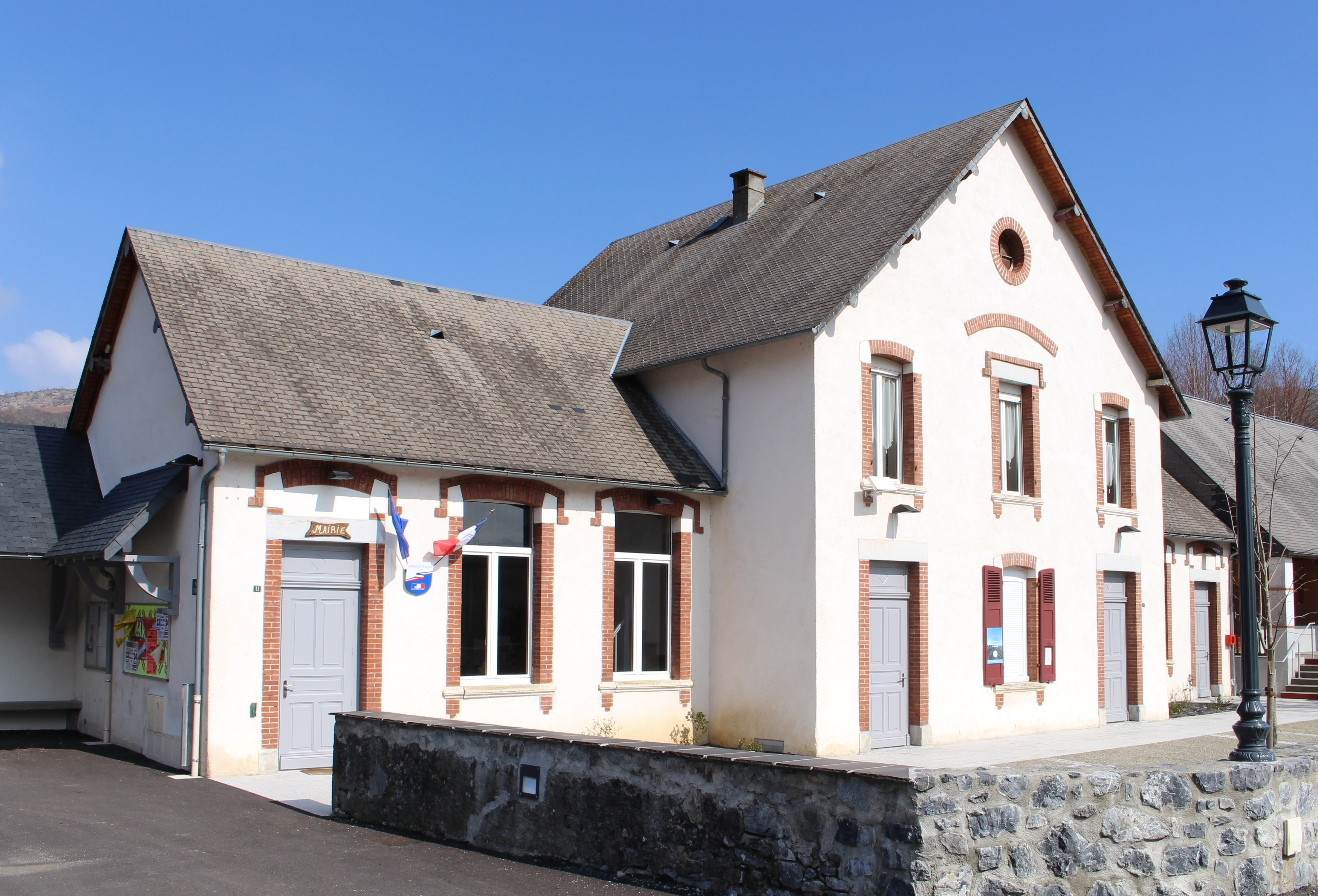
La mairie en 2016.

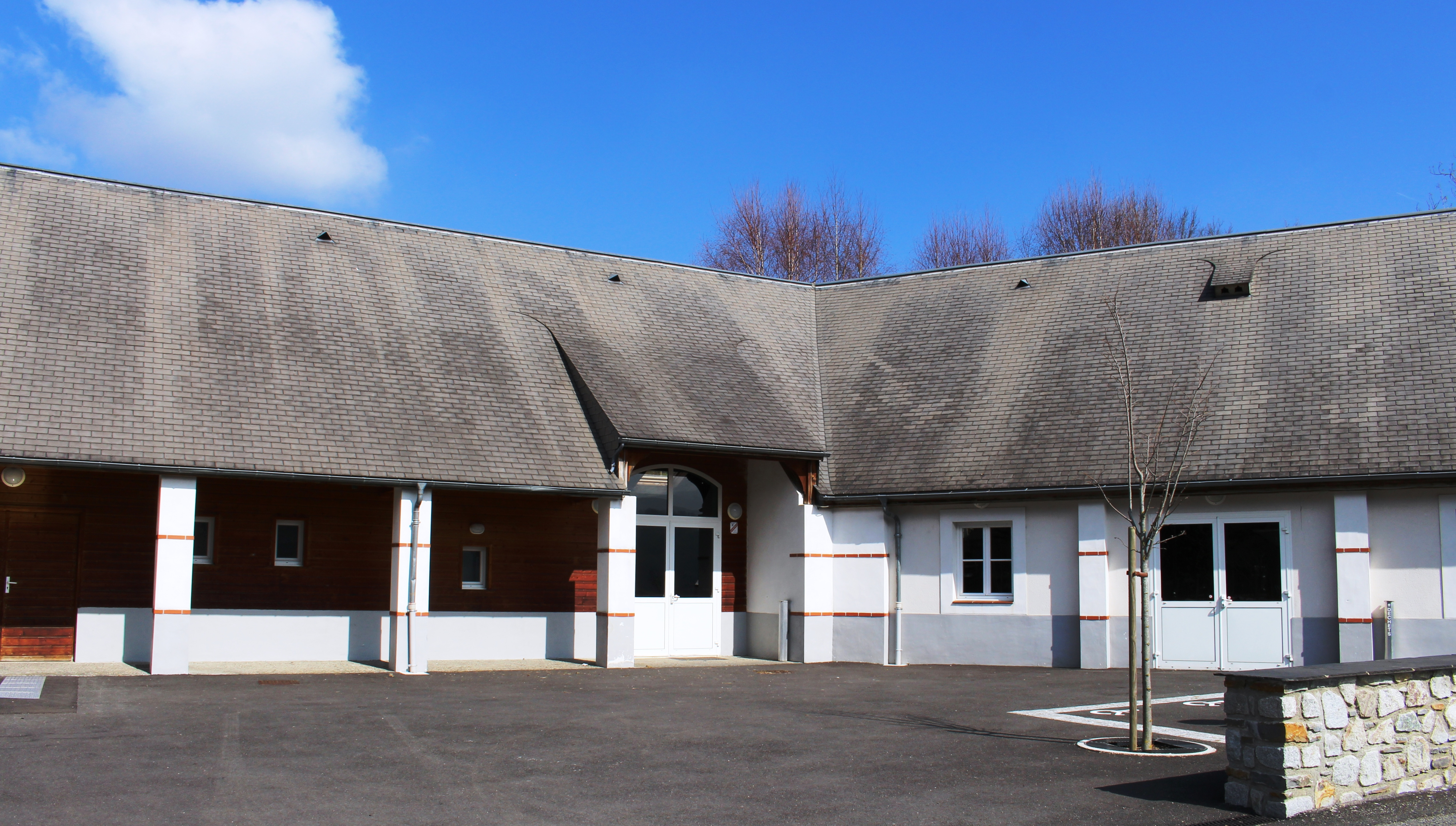
Le foyer rural en 2016.

### Liste des maires
| Période                                  | Période   | Identité         | Étiquette | Qualité                                |
| ---------------------------------------- | --------- | ---------------- | --------- | -------------------------------------- |
| Les données manquantes sont à compléter. |           |                  |           |                                        |
| 1959                                     | 1965      | Pierre Cassou    |           |                                        |
| 1965                                     | 1977      | Philippe Laborde |           |                                        |
| avant 1988                               | ?         | Alain Jaconelli  | PS        |                                        |
| mars 1995                                | mars 2008 | Bernard Lacoste  |           |                                        |
| mars 2008                                | mars 2014 | Henri Plagnet    |           |                                        |
| mars 2014                                | En cours  | Évelyne Laborde  | SE-DVG    | Conseillère départementale depuis 2021 |

### Rattachements administratifs et électoraux

#### Historique administratif
Pays et  sénéchaussée de Bigorre, Lavedan, Batsurguère'', canton de Batsouriguère, puis de Castelloubon et Batsouriguère (1790), de Lourdes (1802), Lourdes-Ouest (1973).

#### Intercommunalité
Omex appartient à la Communauté d'agglomération Tarbes-Lourdes-Pyrénées créée en janvier 2017 et qui réunit 86 communes.

## Population et société

### Démographie

#### Évolution démographique
L'évolution du nombre d'habitants est connue à travers les recensements de la population effectués dans la commune depuis 1793. Pour les communes de moins de 10 000 habitants, une enquête de recensement portant sur toute la population est réalisée tous les cinq ans, les populations de référence des années intermédiaires étant quant à elles estimées par interpolation ou extrapolation. Pour la commune, le premier recensement exhaustif entrant dans le cadre du nouveau dispositif a été réalisé en 2008.

En 2022, la commune comptait 222 habitants, en évolution de −3,9 % par rapport à 2016 (Hautes-Pyrénées : +1,59 %, France hors Mayotte : +2,11 %).
| 1793 | 1800 | 1806 | 1821 | 1831 | 1836 | 1841 | 1846 | 1851 |
| ---- | ---- | ---- | ---- | ---- | ---- | ---- | ---- | ---- |
| 359  | 314  | 363  | 310  | 347  | 393  | 416  | 415  | 427  |

| 1856 | 1861 | 1866 | 1872 | 1876 | 1881 | 1886 | 1891 | 1896 |
| ---- | ---- | ---- | ---- | ---- | ---- | ---- | ---- | ---- |
| 425  | 410  | 394  | 438  | 416  | 391  | 403  | 445  | 407  |

| 1901 | 1906 | 1911 | 1921 | 1926 | 1931 | 1936 | 1946 | 1954 |
| ---- | ---- | ---- | ---- | ---- | ---- | ---- | ---- | ---- |
| 406  | 375  | 367  | 247  | 240  | 256  | 250  | 237  | 187  |

| 1962 | 1968 | 1975 | 1982 | 1990 | 1999 | 2006 | 2008 | 2013 |
| ---- | ---- | ---- | ---- | ---- | ---- | ---- | ---- | ---- |
| 192  | 164  | 165  | 169  | 179  | 204  | 234  | 243  | 233  |

| 2018 | 2022 | - | - | - | - | - | - | - |
| ---- | ---- | - | - | - | - | - | - | - |
| 223  | 222  | - | - | - | - | - | - | - |

### Enseignement
La commune dépend de l'académie de Toulouse. Elle ne dispose plus d'école en 2016.

## Économie

### Revenus
En 2018, la commune compte 102 ménages fiscaux, regroupant 237 personnes. La médiane du revenu disponible par unité de consommation est de 20 860 € (20 420 € dans le département).

### Emploi
|                | 2008  | 2013  | 2018  |
| -------------- | ----- | ----- | ----- |
| Commune        | 3,8 % | 8,4 % | 7,4 % |
| Département    | 7,7 % | 9,4 % | 9,8 % |
| France entière | 8,3 % | 10 %  | 10 %  |

En 2018, la population âgée de 15 à 64 ans s'élève à 136 personnes, parmi lesquelles on compte 75,7 % d'actifs (68,4 % ayant un emploi et 7,4 % de chômeurs) et 24,3 % d'inactifs,. Depuis 2008, le taux de chômage communal (au sens du recensement) des 15-64 ans est inférieur à celui de la France et du département.
La commune fait partie de la couronne de l'aire d'attraction de Lourdes, du fait qu'au moins 15 % des actifs travaillent dans le pôle,. Elle compte 4 emplois en 2018, contre 18 en 2013 et 11 en 2008. Le nombre d'actifs ayant un emploi résidant dans la commune est de 93, soit un indicateur de concentration d'emploi de 4,3 % et un taux d'activité parmi les 15 ans ou plus de 55,1 %.
Sur ces 93 actifs de 15 ans ou plus ayant un emploi, 2 travaillent dans la commune, soit 2 % des habitants. Pour se rendre au travail, 98,9 % des habitants utilisent un véhicule personnel ou de fonction à quatre roues et 1,1 % n'ont pas besoin de transport (travail au domicile).

## Culture locale et patrimoine

### Lieux et monuments

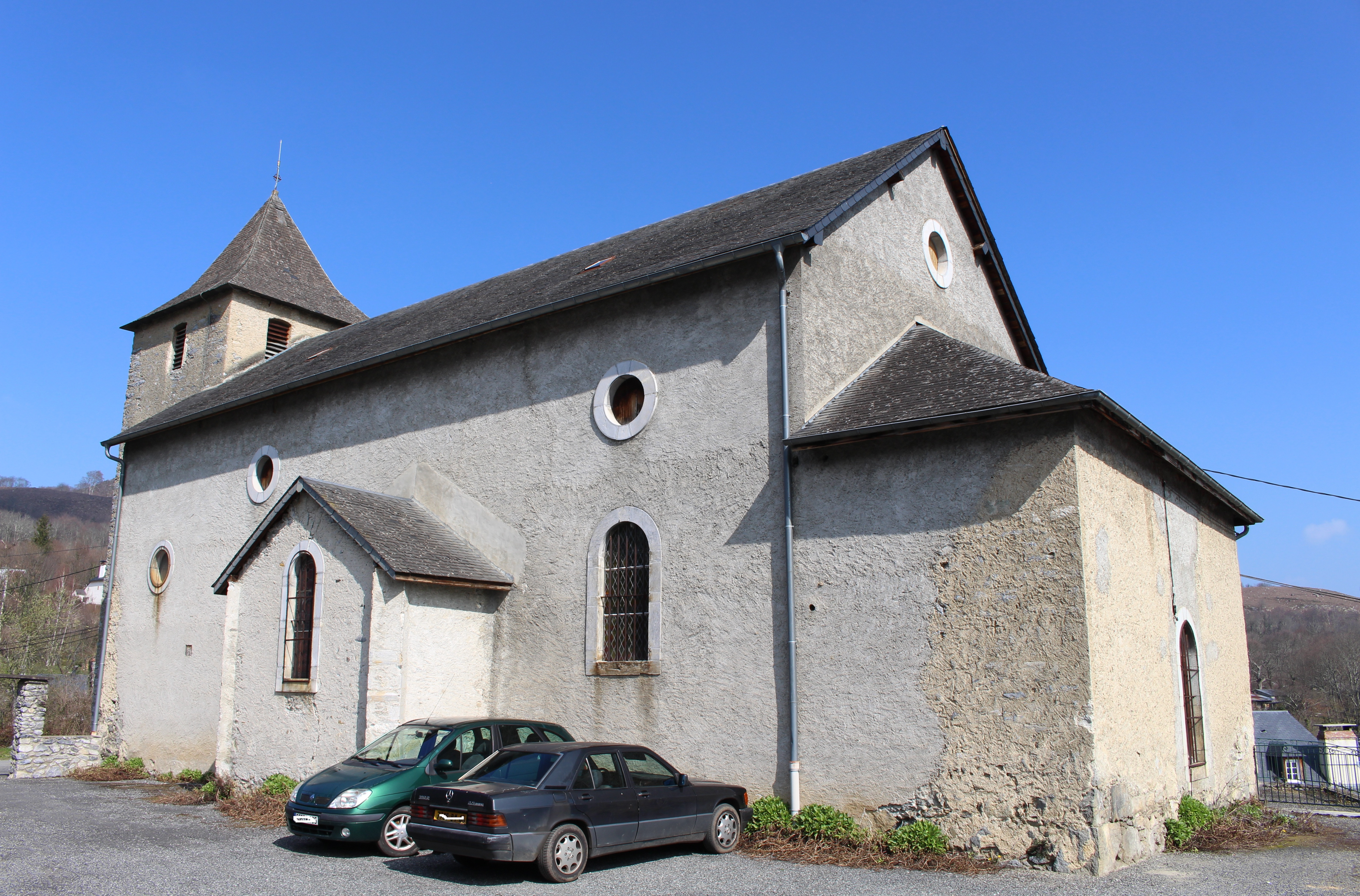
L'église Saint-Saturnin en 2016.

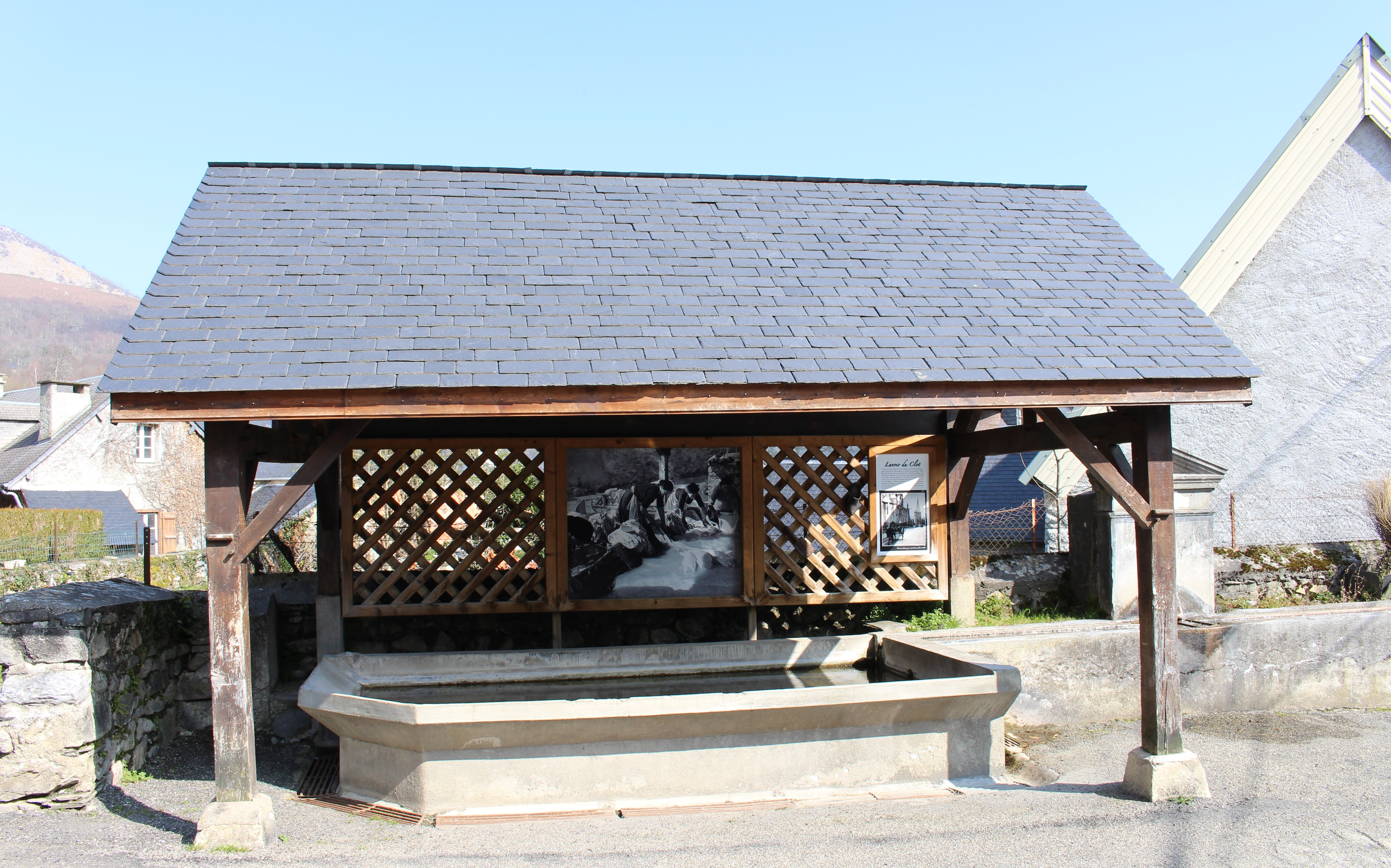
Le lavoir du Clot.

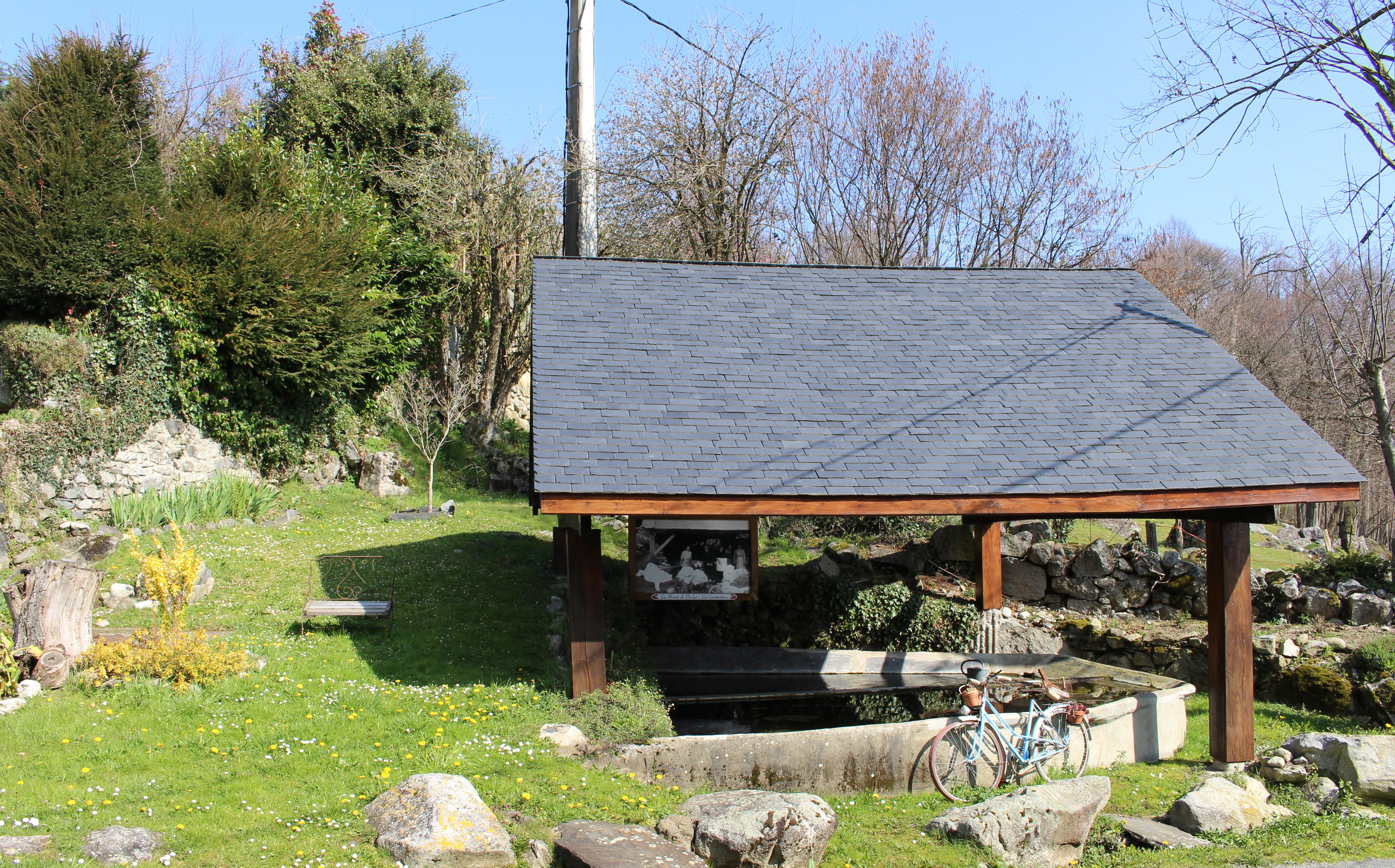
Le lavoir de la Hount de Dessus.

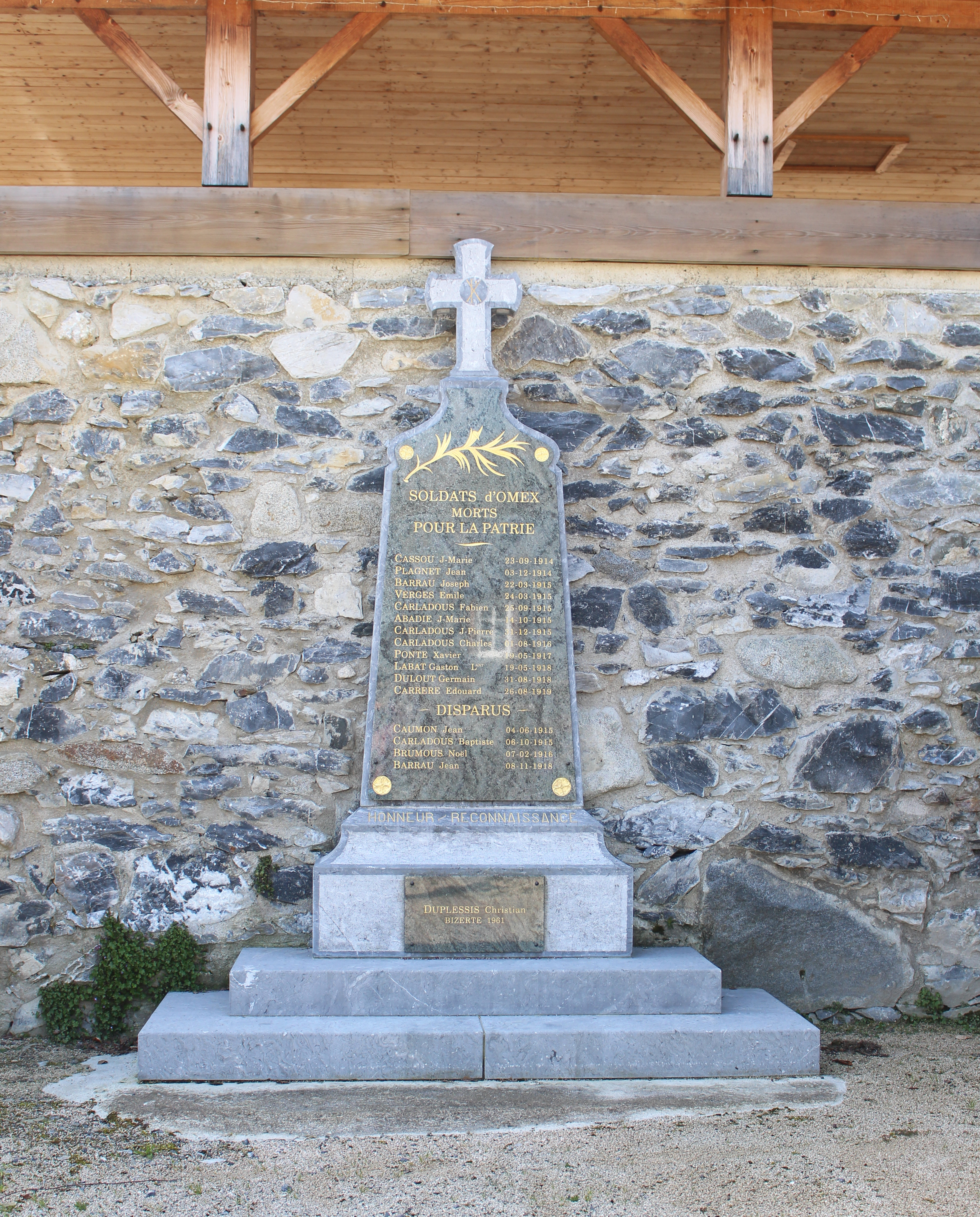
Le monument aux morts municipal.

- Église Saint-Saturnin.
- Château d'Omex (maison Doucette)[43]. Ce fut un château seigneurial de 1293 à la Révolution. Jusqu'en 1882, il a été la maison de maître de la tante et marraine du maréchal Foch, puis a été revendu.

De l'ancien château, il ne reste que les fondations, réutilisées pour les bâtiments actuels. Des pierres du donjon ont servi à construire l'étable.
- Lavoirs : du Clot (de la cuvette) et de la Hount de Dessus (de la source d'en haut).

### Héraldique
| Blason | Blasonnement : D'or à la bande d'azur chargée de trois étoiles d'argent, adextrée d'un annelet de gueules. Commentaires : Blason vérifié auprès de la mairie. |